# STS-59
STS-59 (ang. Space Transportation System) – szósta misja wahadłowca kosmicznego Endeavour i sześćdziesiąta druga programu lotów wahadłowców.

## Załoga
źródło
- Sidney Gutierrez (2)*, dowódca
- Kevin Chilton (2), pilot
- Linda Godwin (2), specjalista misji 3
- Jarome "Jay" Apt (3), specjalista misji 1
- Michael "Rick" Clifford (2), specjalista misji 2
- Thomas Jones (1), specjalista misji 4

*(liczba w nawiasie oznacza liczbę lotów odbytych przez każdego z astronautów)

## Parametry misji
źródło
- Masa:
  - startowa orbitera: - kg ?
  - lądującego orbitera: - kg ?
  - ładunku: 12 490 kg
- Perygeum: 194 km
- Apogeum: 204 km
- Inklinacja: 56,9°
- Okres orbitalny: 88,4 min

## Cel misji
Lot z radarem SRL-1 (Space Radar Laboratory), za pomocą którego wykonano mapy dziesiątki milionów kilometrów kwadratowych powierzchni Ziemi.